# Castrais
Le Castrais est une région naturelle de France située autour de la ville de Castres, à l’est du Bassin aquitain.

## Situation
Le Castrais est situé au sud du département du Tarn. Il est entouré par les régions naturelles suivantes :
- au nord par l’Albigeois ;
- à l’est par le Lacaunais (Montredonnais) et le Sidobre ;
- au sud par la montagne Noire ;
- à l’ouest par le Lauragais.